# Rue de Montalembert
La rue de Montalembert est une voie située dans le quartier Saint-Thomas-d'Aquin du 7e arrondissement de Paris, en France.

## Situation et accès
Longue de 100 mètres, elle commence au 2, rue Sébastien-Bottin et se termine aux 31-41, rue du Bac.
Elle est accessible par la ligne 12 à la station Rue du Bac.

## Origine du nom

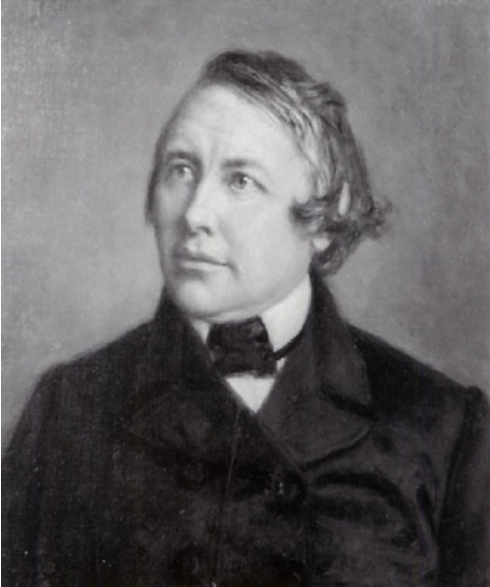
Charles de Montalembert.

Elle doit son nom à l'écrivain, historien et homme politique français Charles de Montalembert (1810-1870).

## Historique
Créée par un décret du 4 septembre 1913, cette voie prend sa dénomination par un arrêté du 2 octobre 1924.
Elle est l’amorce d’un projet de 1868, non abouti, d’une voie devant relier les Invalides au pont du Carrousel .
En mai 2016, la pointe de la rue formant l'intersection avec la rue du Bac prend officiellement le nom de « place Gabriel-García-Márquez ».

## Bâtiments remarquables et lieux de mémoire

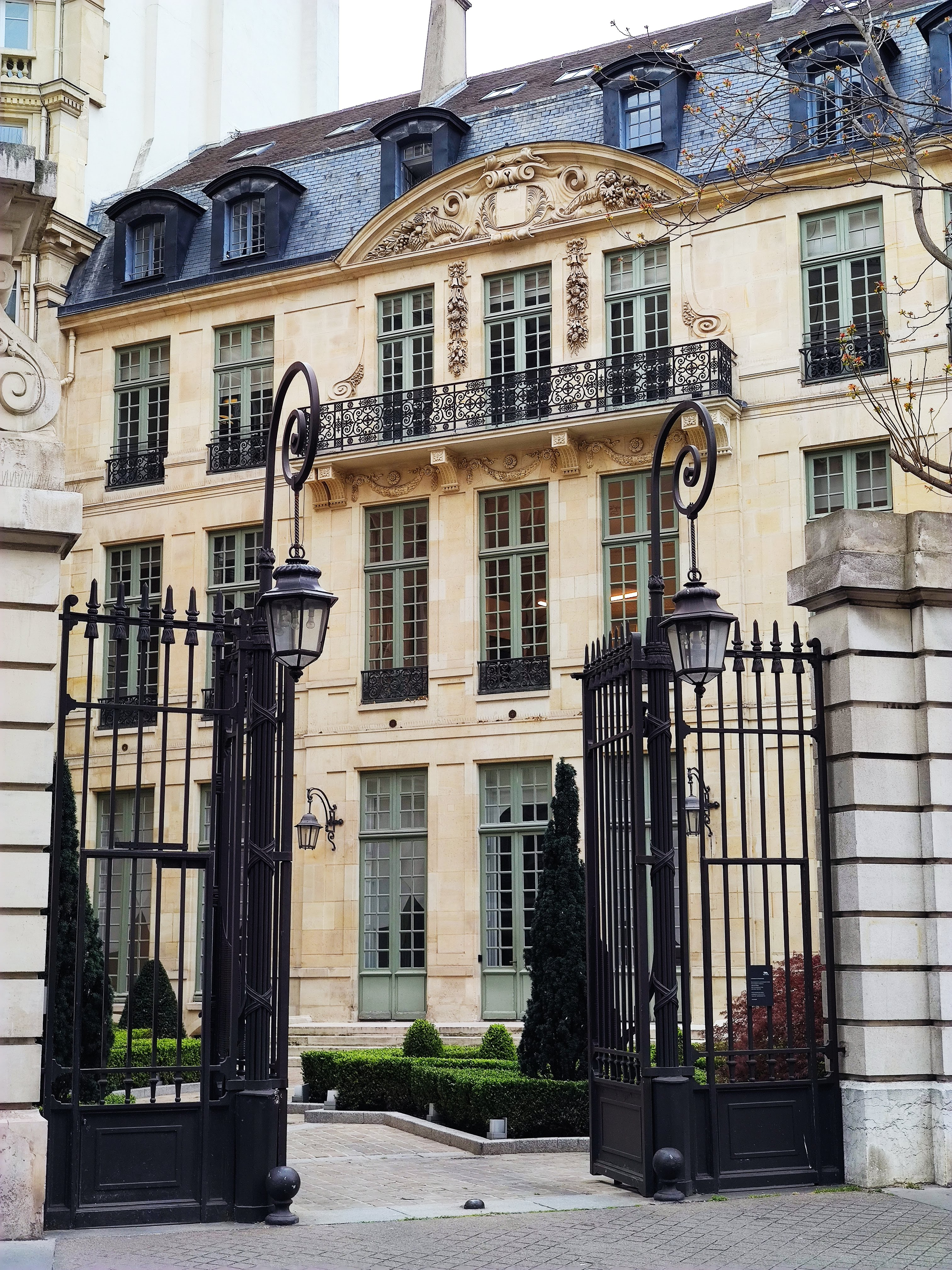
No 2.

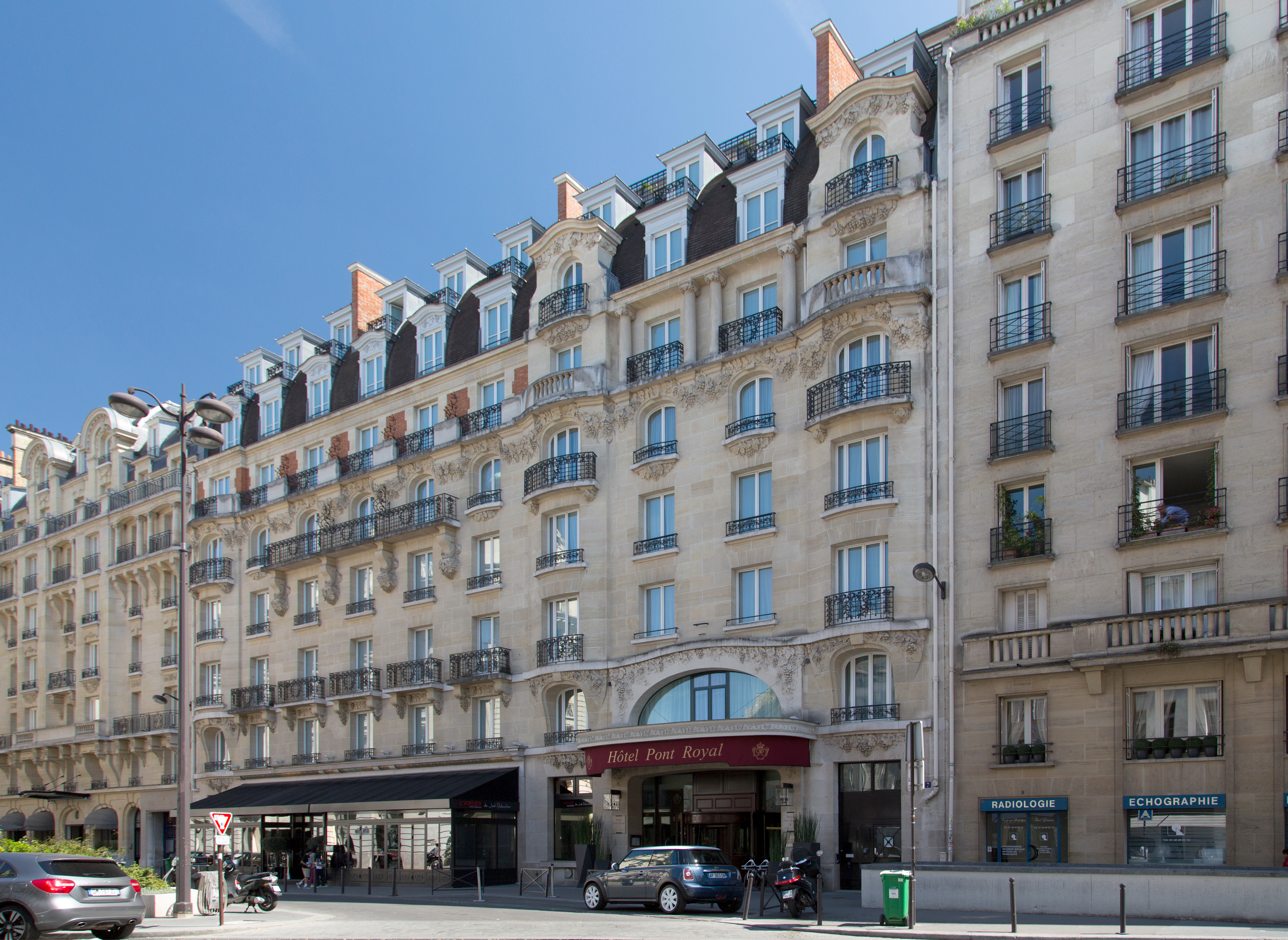
Nos 5-7.

- No 1 : immeuble construit par l’architecte Roger Bouvard en 1913, signé en façade.
- No 2 : façade sur jardin de l’hôtel de Livry (XVIIe siècle (ou hôtel Cambacérès[3]), situé au fond de la cour du 21, rue de l’Université. L’hôtel est  Inscrit MH (1938)[4]. Dans les années 1940, on y trouve un service du ministère de l’Économie nationale et des Finances[5].
- No 3 : immeuble construit par l’architecte A. Champy en 1926, signé en façade. Hôtel Montalembert.
- Nos 5-7 : hôtel Pont Royal.
- No 9 : immeuble construit en 1954 par l’architecte Louis Thomas[6]. Les deux appartements de l'architecte Charlotte Perriand situés aux 9e et 10e sont inscrits au titre des monuments historiques[7].